# Lentzke
Lentzke ist ein Ortsteil der Gemeinde Fehrbellin im Landkreis Ostprignitz-Ruppin in Brandenburg.
Zwei Kilometer entfernt östlich verläuft die A 24. Am nördlichen Ortsrand fließt der Rhinkanal. Das Gebiet des Ortsteils hat Anteil am Wald Zootzen.

## Geschichte
Zum 26. Oktober 2003 wurde Lentzke per Gesetz in die Gemeinde Fehrbellin eingegliedert.

## Bevölkerungsentwicklung
Quelle Bevölkerungsentwicklung bis 2002
| Jahr | Einwohner |
| ---- | --------- |
| 1875 | 701       |
| 1890 | 683       |
| 1910 | 610       |
| 1925 | 635       |
| 1933 | 643       |
| 1939 | 611       |
| 1946 | 860       |

| Jahr | Einwohner |
| ---- | --------- |
| 1950 | 830       |
| 1964 | 581       |
| 1971 | 598       |
| 1981 | 484       |
| 1985 | 457       |
| 1989 | 456       |
| 1990 | 450       |

| Jahr | Einwohner |
| ---- | --------- |
| 1991 | 437       |
| 1992 | 452       |
| 1993 | 395       |
| 1994 | 454       |
| 1995 | 608       |
| 1996 | 645       |
| 1997 | 640       |

| Jahr | Einwohner |
| ---- | --------- |
| 1998 | 642       |
| 1999 | 665       |
| 2000 | 475       |
| 2001 | 462       |
| 2002 | 468       |

## Kultur und Sehenswürdigkeiten

### Die Dorfkirche Lentzke
- Die Dorfkirche Lentzke wurde 1870/1871 im neogotischen Stil erbaut. Sie gehört wie einige weitere Wohnhäuser und Gehöfte an der Dorfstraße zu den Baudenkmalen in Fehrbellin.